# Deuterophysa fernaldi
Deuterophysa fernaldi là một loài bướm đêm trong họ Crambidae.